# Scapa Single Malt

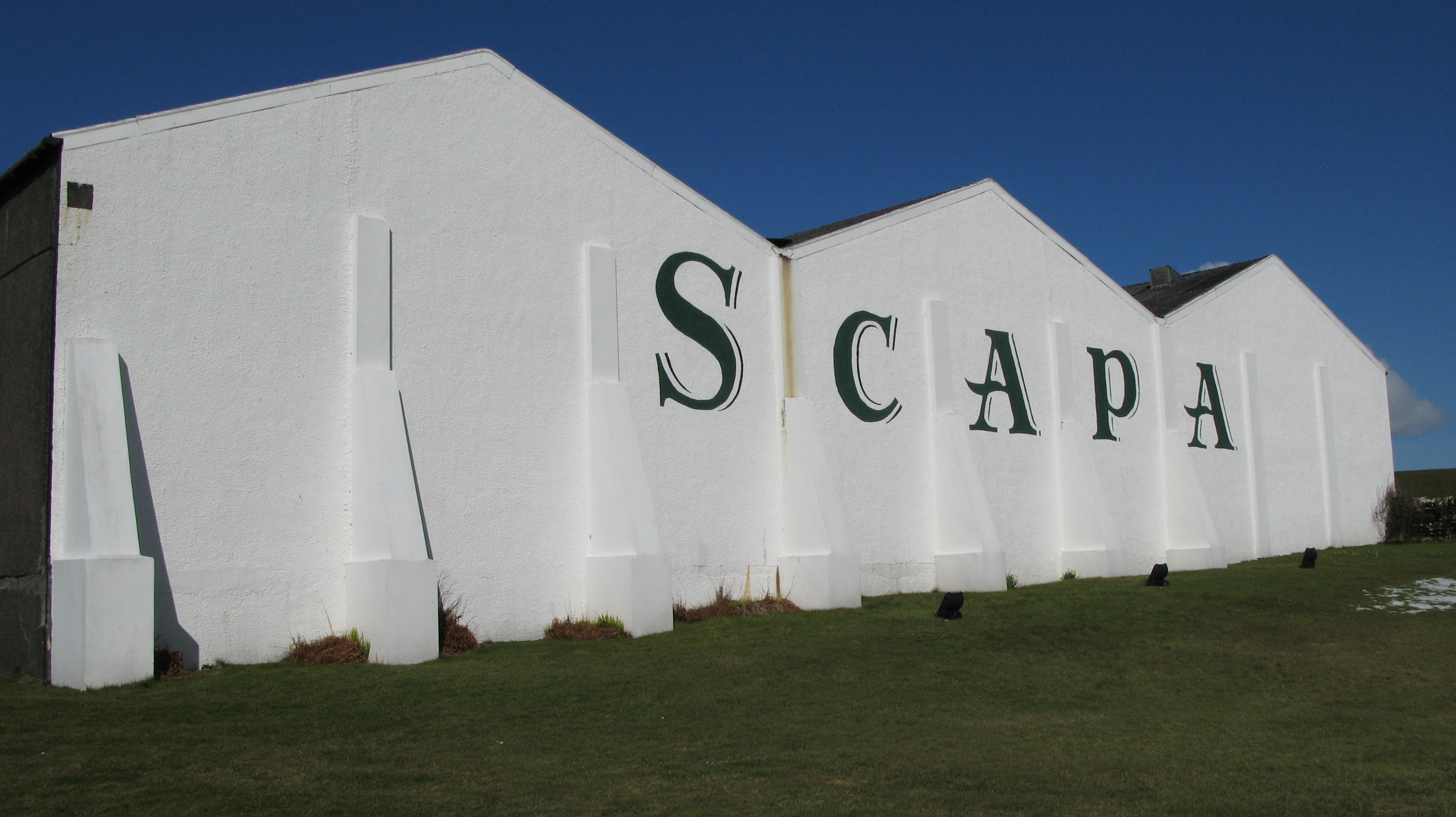
Scapa distilleerderij

Scapa Single Malt is een Schotse single malt whisky, gemaakt in de gelijknamige distilleerderij op de Orkney-eilanden, nabij Kirkwall. 
De distilleerderij werd in 1885 opgericht door John T. Townsend en MacFarlane op het terrein van een oude molen. In 1919 werd de distilleerderij overgenomen door Scapa Distillery Company. In latere jaren werd de distilleerderij nog enkele keren verkocht, aan Bloch Brothers en Hiram Walker & Sons.
Tussen 1994 en 2004 lag de distilleerderij stil, afgezien van incidenteel gebruik door de naburige distilleerderij van Highland Park. Sinds 2004 echter wordt weer volop gestookt, hoewel verbouwing en renovatie nog tot 2007 zullen voortduren.
Scapa is een zachte whisky met een lichte honingsmaak.